# نوبل (فیلم)
نوبل (انگلیسی: Noble) فیلمی درام و محصول سال ۲۰۱۴ میلادی به کارگردانی استیفن بردلی (Stephen Bradley) است. این فیلم بر اساس داستان واقعی زندگی «کریستینا نوبل» ساخته شده است.

## موضوع فیلم
کریستینا نوبل زنی نیکوکار و فداکار است که دوران کودکی بسیار سختی را در کشورش ایرلند گذراند. او طِی اتفاقاتی، به شهر سایگون ویتنام مهاجرت کرد و در آنجا جزو افراد نیکوکار و مدافع حقوق کودکان شد.